# Killala
Killala es una localidad situada en el condado de Mayo de la provincia de Connacht (República de Irlanda), con una población en 2016 de 562 habitantes.
Se encuentra ubicada al oeste del país, cerca de la localidad de Knock —famosa por su santuario— y de la costa del océano Atlántico.